# ترانزستور الأثر الحقلي
عرض_العنوان

تركيب المقحل الحقلي الداخلي

المقحل الحقلي أو مقحل الأثر الحقلي (بالإنجليزية: Field-effect transistor)‏ اختصاراً FET، هو نبيطة (مقحل) أحادي الاتجاه يتكون من 3 عناصر رئيسية المنبع، البوابة، المصب وينتقل التيار بين المنبع والمصب (أو بين المصب والمنبع لإنه أحادي القطب) عبر قناة ذات موصلية تتغير حسب جهد البوابة الكهربائي . ويعتمد نوع المقحل على نوعية تطعيم القناة، فإذا كانت القناة سالبة فإن (الإلكترونات هي حاملات الشحنة الأكثرية) و(الفجوات الإلكترونية هي حاملات الشحنة الأقلية) فتكون النبيطة شبه موصل سالب أما إذا كان تطعيم القناة موجبا فتصبح النبيطة شبه موصل موجب

## أنواع المقاحل الحقلية
يعتمد المقحل الحقلي على تأثير المجال الكهربائي في التحكم بموصلية القناة الواصلة بين المنبع والمصب ويتولد المجال الكهربي عن طريق تطبيق جهد كهربي على البوابة ذات المعاوقة الكبيرة فينتج مجال كهربي تزداد شدته بازدياد جهد البوابة ويتولى التحكم بموصلية القناة.
وتنقسم المقاحل الحقلية حسب تركيب البوابة والقناة وطريقة العزل بينهما إلى :
- ترانزستور حقلي وصلي (بالإنجليزية: junction gate field-effect transistor)‏
- الموسفت
  - (موسفت النمط الافقاري) أو مقحل حقلي ذو بوابة معزولة بالنمط الافقاري (بالإنجليزية: insulated gate FET)‏
  - موسفت النمط الاغنائي
  - موسفت ثنائي البوابة

## اقرأ أيضا
- جوليوس إدغار ليلينفيلد
- مضخم عملياتي
- بوابة منطقية